# إدارة الغذاء والدواء ضد شركة براون آند وويليامسون للتبغ
إدارة الغذاء والدواء ضد شركة براون آند ويليامسون للتبغ

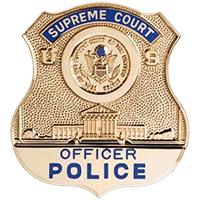

هي قضية مهمة للمحكمة العليا للولايات المتحدة في القانون الإداري الأمريكي. وقضت بأن قانون الغذاء والدواء ومستحضرات التجميل لم يمنح إدارة الغذاء والدواء (FDA) سلطة تنظيم منتجات التبغ على أنها «أدوية» أو «أجهزة». تم استبدال هذا لاحقًا بقانون منع التدخين الأسري ومكافحة التبغ، والذي منح إدارة الغذاء والدواء سلطة تنظيم مثل هذه المنتجات.

## الوقائع والموقف الإجرائي
حاولت إدارة الغذاء والدواء (FDA) تنظيم منتجات التبغ. طعنت شركات التبغ، بما في ذلك Brown & Williamson و Philip Morris Companies (من بين شركات أخرى)، في اللوائح. وافقت المحكمة الجزئية جزئيًا ورفضت جزئيًا مطالبة المدعي. نقضت محكمة الدائرة، وحكمت على شركة التبغ.
أكدت المحكمة العليا في النهاية حكم محكمة الدائرة لشركة التبغ، وحكمت بأن إدارة الغذاء والدواء لا تملك سلطة سن وإنفاذ اللوائح المعنية

## تحليل
جاءت سلطة إدارة الغذاء والدواء في التنظيم من قانون الغذاء والدواء ومستحضرات التجميل (FDCA). جادلت إدارة الغذاء والدواء الأمريكية بأن النيكوتين كان «عقارًا» وأن السجائر والتبغ الذي لا يدخن هي «أجهزة» تنقل النيكوتين إلى الجسم بالمعنى المقصود في FDCA. سن الكونجرس العديد من القوانين الخاصة بالتبغ بعد FDCA، ولم تمارس إدارة الغذاء والدواء الأمريكية أي رقابة على التبغ. وخلصت المحكمة إلى أن الكونغرس لم يكن ينوي منح إدارة الغذاء والدواء سلطة تنظيم التبغ وبالتالي فإن اللوائح كانت باطلة.

## تطورات أخرى
تم تجاوز هذا القرار بإصدار قانون منع التدخين الأسري ومكافحة التبغ لعام 2009، والذي أعطى إدارة الغذاء والدواء سلطة تنظيم صناعة التبغ والسيطرة على مستوى النيكوتين في السجائر.